# KAC KS系列步槍
KS（奈特史通納；Knight's Stoner）卡賓槍是一系列由奈特軍械公司（KAC）所生產的突擊步槍。該系列步槍是以本身衍生自阿瑪萊特AR-15的KAC SR-16改良而成。13.7寸槍管的KS-1於2023年被英國軍隊以“L403A1-AIW”的名義採納為制式武器，以取代英國陸軍和皇家海軍陸戰隊具備特種作戰能力部隊裝備的L85A3和L119A1／A2步槍。

## 歷史
KS系列步槍首度於2022年的軍用輕武器大會中亮相，它們是作為特種部隊武器的前提而設計。2023年9月，英國軍隊在獵人計劃（Project Hunter）下選擇了KS-1作為英國陸軍特種作戰旅和部分皇家海軍陸戰隊傘下單位，包括打擊連和監視及偵察中隊的新款制式步槍，以取代這些單位使用的L85A3和L119A1／A2 。
KS-1在英軍中被命名為“L403A1”，它也被稱為“另類單兵武器系統”（Alternative Individual Weapon (AIW) system）。皇家海軍陸戰隊一共採購了超過1,000支KS-1步槍，而英國陸軍則採購了1,620支KS-1，總值1,500萬英鎊。在獵人計劃中，KAC提交的樣槍（KS-1）淘汰了其他公司，包括：黑克勒-科赫（H&K）、西格&紹爾（SIG Sauer）、丹尼爾防務（Daniel Defense）和格洛克（GLOCK）的競爭對手。英國國防部的合約當中包含一個9,000萬英鎊的選項，以望在未來10年內可採購超過10,000支步槍。

## 設計
KS系列採用一個自索引的高效導氣系統，它具備一根直導氣管。該導氣系統能有效減少從導氣座和槍栓座匙之間的氣壓流失。其導氣座用螺帽固定到位，簡化了拆卸和保養。
KS系列步槍具備一個增強的槍栓座組件，它採用奈特軍械的E3增強槍栓。它是一款專用的槍栓，具有擴大的槍栓面、圓形凸耳、縮小的凸輪銷以及專用的退殼器和擊針設計。這些特點增加了槍支的耐久度和可靠性。
與許多的AR樣式步槍不同，KS系列的下機匣是完全可左右手靈巧操作的。射擊選擇桿、彈匣䆁放鈕和槍栓䆁放鈕在步槍兩邊各設有一組。
KS步槍採用奈特軍械的快拆聯軸消焰器（Quick Detach Coupling，QDC）和插入式兩段比賽級扳機。目前所有KS步槍都具備一根鍍鉻的冷鍛式槍管。另外，它採用了奈特軍械的專用自由浮動式護木URX-6，該護木覆蓋了整根槍管以防損壞。現時所有KS步槍都發射5.56×45mm NATO子彈並有4個不同槍管的版本可供選擇（11.5寸、13.7寸、14.5寸和16寸）。

## 衍生型

### KS-1
採用13.7寸重型槍管和中長度導氣系統的版本。槍管具有獨特的球磨凹痕，可減輕重量並減少因熱力引起的槍管移位。在配備小型高效能抑制器下，KS-1的整體長度相當於一支裝上全尺寸抑制器的10.3寸槍管CQBR，但具備更高的槍口動能。

### KS-2
採用14.5寸槍管和中長度導氣系統的版本。

### KS-3
採用11.5寸槍管和卡賓槍長度導氣系統的版本。其較小的尺寸可以更輕鬆地存放運輸，而且攜帶起來更省力。它與其他KS系列步槍幾乎100%相容。

### KS-4
採用16寸槍管和加長版導氣系統的版本。該版本具備一根15寸長的URX護木。

## 使用者
- ：採用KS-3[6][7]。
  - 大韓民國陸軍第707特殊任務團
  - 大韓民國海洋警察廳
- 英国
  - 英國軍隊：採用KS-1，並命名為“L403A1”，配備L900A1光學組件（安裝在Reptilia AUS鏡座內的Vortex 1–10x低倍率光學瞄準鏡和安裝在Reptilia ROF 90鏡座上的Aimpoint ACRO P-2紅點鏡）和KAC QDC/MCQ-PRT抑制器[8][9]，目前用以取代以下單位使用的SA80和部分L119A1／A2。
    - 英國陸軍游騎兵團
    - 英國突擊部隊（英语：United Kingdom Commando Force）
    - 英國皇家海軍陸戰隊
    - 英國特種部隊
      - 英國陸軍第22空降特勤團
      - 英國皇家海軍舟艇特勤團